# Arbeitseinsatzführer
Arbeitseinsatzführer (Arbeitsdienstführer) (pol. kierownik obozowej służby pracy; odpowiednik żeński Arbeitseinsatzführerin/Arbeitsdienstführerin) – urzędnik Wydziału III (Obóz) w strukturze hitlerowskich obozów koncentracyjnych. Kierował wydziałem zajmującym się organizacją pracy przymusowej więźniów. Podlegał Schutzhaftlagerführerowi.
Do jego obowiązków należało między innymi:
1. zestawianie więźniarskich drużyn i komand roboczych oraz dbanie o terminowe ich przygotowywanie
2. przedstawianie Schutzhaftlagerführerowi kandydatury więźniów na stanowiska kapo
3. stałe kontrolowanie miejsc pracy
4. meldowanie o wszelkich niedociągnięciach Schutzhaftlagerführerowi

W obozowych warunkach ich rola była bardzo duża. Od decyzji Arbeitseinsatzführerów zależał bowiem rodzaj pracy wykonywany przez więźniów, co często decydowało o ich życiu lub śmierci. Funkcję tę pełnili między innymi:
1. Philipp Grimm, Albert Schwartz i Franz Zinecker w Buchenwaldzie
2. Wilhelm Welter i Wilhelm Tempel w Dachau
3. Wilhelm Simon w Mittelbau-Dora
4. Franz Auer w Mühldorf
5. Andreas Trum i Hermann Pribyll w Mauthausen-Gusen
6. Friedrich Becker i August Fahrnbauer we Flossenbürgu
7. Hans Pflaum w Ravensbrück
8. Ludwig Rehn w Sachsenhausen